# رود ناکا (توچیگی ایباراکی)
رود ناکا (به لاتین: Naka River) یک رود در ژاپن است که در استان ایباراکی واقع شده‌است.